# Siri Eftedal
Siri Eftedal Seland, född den 22 maj 1966 i Skien, Norge, är en före detta norsk handbollsspelare, niometersspelare.

## Karriär

### Klubblagsspel
Eftedal spelade först för den lokala klubben Halsen IF, innan hon spelade en tid för Larvik Turn, Störst framgång hade hon i Gjerpen IF. Med den klubben var hon med och vann flera nationella turneringar med.

### Landslagsspel
Eftedal debuterade för det norska landslaget den 16 oktober 1984, i  en match mot Island. Men det skulle gå åtta år innan hon fick vara med i ett stort meisterskaps-turnering. Under Sommar-OS 1992 i Barcelona säkrade hon den norska finalplats med ett mål i slutsekunderna. I OS-finalen  blev det norsk storförlust mot Sydkorea. I VM 1993 på hemmaplan gjorde Eftedal en god turnering då Norge vann bronset efter 20-19 mot Rumänien i bronsmatchen. Året efter 1994 var hon med och vann en bronsemedaljen  i EM i Berlin, men då bidrog hon mindre till laget. Eftedal spelade 110 matcher och gjorde 258 mål för Norges damlandslag i handboll. Främsta meriten blev OS-silver i damernas turnering i samband med de olympiska handbollstävlingarna 1992 i Barcelona 